# Squadra lettone di Coppa Davis
La squadra lettone di Coppa Davis rappresenta la Lettonia nella Coppa Davis, ed è posta sotto l'egida della Latvijas Tenisa Savienība.
La squadra partecipa alla competizione dal 1993, dopo l'ottenimento dell'indipendenza dall'Unione Sovietica. Fino ad allora infatti i tennisti lettoni (così come in tutti gli altri sport) rappresentavano l'Unione Sovietica, i cui risultati sono oggi ereditati dalla Russia.

## Organico 2013
Vengono di seguito illustrati i convocati per ogni singolo turno della Coppa Davis 2013. A sinistra dei nomi la nazione affrontata e il risultato finale. Fra parentesi accanto ai nomi, il ranking del giocatore nel momento della disputa degli incontri (la "d" indica che il ranking corrisponde alla specialità del doppio).
| Gruppo II - Primo turno | Gruppo II - Primo turno                                                           |
| Tunisia (3-0)           | Ernests Gulbis (136) Andis Juška (325) Martins Podžus (1244) Janis Podžus (1552d) |
| ----------------------- | --------------------------------------------------------------------------------- |

| Gruppo II - Secondo turno | Gruppo II - Secondo turno                                                       |
| Monaco (3-2)              | Ernests Gulbis (55) Andis Juška (391) Martins Podžus (921) Janis Podžus (1501d) |
| ------------------------- | ------------------------------------------------------------------------------- |

| Gruppo II - Terzo turno | Gruppo II - Terzo turno |
| Finlandia (-)           | - (-)                   |
| ----------------------- | ----------------------- |